# Беријак
Бериак (фр. Berriac) насеље је и општина у јужној Француској у региону Лангдок-Русијон, у департману Од која припада префектури Каркасон.
По подацима из 2011. године у општини је живело 883 становника, а густина насељености је износила 330,71 становника/km². Општина се простире на површини од 2,67 km². Налази се на средњој надморској висини од 105 метара (максималној 144 m, а минималној 80 m).

## Демографија
| 1962. | 1968. | 1975. | 1982. | 1990. | 1999. | 2011. |
| ----- | ----- | ----- | ----- | ----- | ----- | ----- |
| 91    | 118   | 314   | 390   | 527   | 625   | 883   |

График промене броја становника у току последњих година